# Jeanne-Françoise Frémiot de Chantal
Jeanne-Françoise Frémiot de Chantal (Dijon, 28 de gener de 1572 - Moulins-sur-Allier, 13 de desembre de 1641) va ser una religiosa francesa, fundadora, amb Sant Francesc de Sales, de l'Orde de la Visitació de Santa Maria (monges Visitandines o Saleses). Va ser canonitzada en 1767 per Climent XIII.

## Biografia
De família noble, el seu pare era president del Parlament de la Borgonya. Va casar-se el 1592 amb el baró de Chantal, amb qui tingué sis fills. Va ser àvia paterna de l'escriptora Madame de Sévigné.
Va enviduar el 1600 i el 1604 va trobar el bisbe de Ginebra Francesc de Sales, que predicava la quaresma a Dijon: commoguda pel seu carisma, el feu el seu director espiritual i n'esdevingué deixebla. El 6 de juny de 1610, a la residència del bisbe de Ginebra, a la casa de la Galerie d'Annecy, va fundar, amb Francesc de Sales i Charlotte de Bréchard, la Congregació de Monges de la Visitació, que esdevindria orde religiós el 1618.
Joana Francesca, després d'un any de noviciat, va fer la professió religiosa de mans del bisbe i ingressà a l'institut que havia fundat. En va ser mare superiora al monestir de París entre 1618 i 1622.
El 1641 va morir al convent de l'orde a Moulins-sur-Allier.

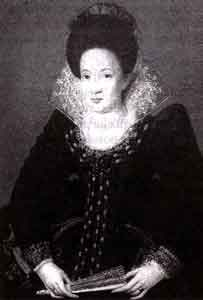
Jeanne de Chantal abans de fer-se religiosa
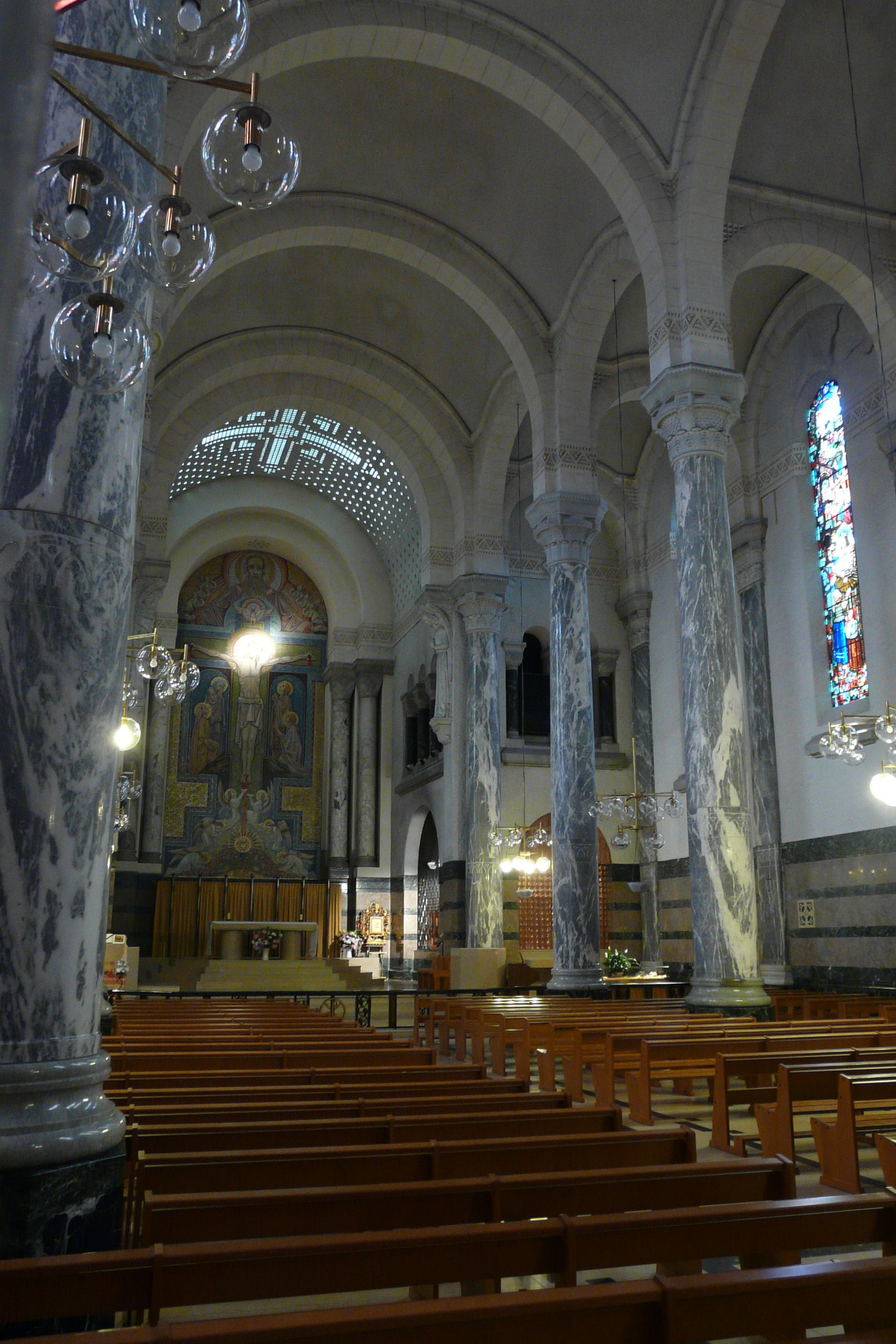
Basílica d'Annecy, on és enterrada la santa

## Veneració
Proclamada beata per Benet XIV el 21 de novembre del 1751, Climent XIII la canonitzà el 16 de juliol del 1767. El seu cos és sebollit a l'església de la Visitació d'Annecy, al costat del de Francesc de Sales.
La seva festivitat és el 12 d'agost. Entre 1962 i 2001 s'havia celebrat el 12 de desembre, la vigília de l'aniversari de la seva mort, però va canviar-se perquè coincidia amb la festivitat de la Mare de Déu de Guadalupe, proclamada patrona d'Amèrica. Fins al 1962 s'havia celebrat el 21 d'agost.